# Герард Микола Миколайович
Мико́ла Микола́йович Ге́рард (нар. 22 серпня (3 вересня) 1838, Дем'янівка, Белицький повіт, Могилівська губернія, Російська імперія — пом. 9 грудня 1929, санаторій Халіла, Виборзька губернія, Фінляндія) — російський державний діяч, сенатор (1876), дійсний таємний радник (1896), член Державної ради (1898), генерал-губернатор Фінляндії (1905-1908).

## Біографія
Народився 22 серпня (3 вересня) 1838 року в селі Дем'янки Белицького повіту Могилівської губернії. 
Закінчив 1-шу Санкт-Петербурзьку гімназію (1854) та юридичний факультет Санкт-Петербурзького університету (1861).
При введенні в дію судових статутів 1864 року був обраний мировим суддею в Петербурзі (1867-1869) і після О. І. Квіста був головою петербурзьких мирових з'їздів (1868-1869).
З 1874 року — обер-прокурор 4-го департаменту Сенату, а з 1876 року — сенатор. У 1878 році одружився з Зінаїдою Афанасієвою (?—1934).
З 1884 по 1886 роки — головноуправитель Відомства установ імператриці Марії (у 1883 році був товаришем головноуправителя).
Був головою у Межовому (з 1894 — 3-му) департаменті Сенату (1886/87—1898).
З 1897 року — член Державної ради, з 1902 року — голова її Департаменту цивільних і духовних справ, в.о. головноуправителя імператорської канцелярії, член Особливої наради про потреби сільськогосподарської промисловості (1902—1905).
За рекомендацією С. Ю. Вітте був призначений з 1905 року фінляндським генерал-губернатором (перший цивільний чин на цій посаді). Піддавався різкій критиці з боку російської монархічної преси за свою ліберальність і «потурання сепаратистам». За його правління було введено в дію новий статут Сейму 1906 року, який запроваджував загальне і рівне виборче право під час виборів до Сейму. Вважав, що інтереси Російської імперії вимагають збереження автономного статусу Великого князівства Фінляндського і виступав за участь його представників у роботі Державної думи. Виступав проти застосування сили для розгону мирних демонстрацій, що дозволило налагодити довірливі відносини з фінляндським Сенатом.
Був змушений подати у відставку 2 лютого 1908 року після того, як за ініціативи П. О. Столипіна його заступником був призначений Ф. О. Зейн, раніше звільнений за наполяганням Герарда з посади начальника канцелярії генерал-губернатора, як прибічник русифікаторської політики М. І. Бобрикова.
Після більшовицького перевороту, внаслідок переговорів між СРСР і Фінляндією, Микола Миколайович Герард (як і його наступник на посаді генерал-губернатора В. О. Бекман) зміг виїхати до Фінляндії і оселився з дружиною в санаторії в Халілі (з 1948 — санаторій «Сосновий Бор»). Там він прожив до самої смерті, яка настала 9 грудня 1929 року.

## Нагороди
- Орден Святого Володимира 3-го ступеня (01.01.1874)
- Орден Святої Анни 1-го ступеня (21.08.1879)
- Орден Святого Володимира 2-го ступеня (08.04.1884)
- Орден Білого орла (01.01.1888)
- Орден Святого Олександра Невського (01.01.1892)
- Діамантові знаки до ордена Святого Олександра Невського (09.04.1900)
- Найвища подяка (24.05.1903)
- Орден Святого Володимира 1-го ступеня (11.08.1904)
- Відзнака бездоганної служби за XL років (22.08.1905)
- Найвища подяка (19.02.1911)
- Найвищий рескрипт (09.05.1912)